# Tamarix mascatensis
Tamarix mascatensis, es un arbusto o arbolillo caducifolio perteneciente a la familia de las tamaricáceas. 

## Descripción
Es un árbol de hasta 3 m de altura, glabro en todas sus partes. Ramas rojizas o parduscas. Hojas de 1,5-3,3 mm. Las inflorescencias en racimos de 10-30 × 3-5 mm, en las ramas verdes del año y con menos frecuencia también en las leñosas; simples o compuestos. Brácteas generalmente más cortas que el cáliz, triangulares o estrechamente lanceoladas, acuminadas. Pedicelos cortos. Flores pentámeras. Sépalos 1-1,5 mm, denticulados. Pétalos 1,3-1,9 × 0,8-1,1 mm, de ovados a obovado-elípticos. Disco nectarífero parálofo. Estambres 5, con las anteras múticas o apiculadas.

## Distribución y hábitat
Se encuentra en los suelos arenosos húmedos, márgenes de arroyos y depresiones: a una altitud de 0-700 metros en la península ibérica, África oriental, Oriente Medio y Mediterráneo occidental.

## Taxonomía
Tamarix mascatensis fue descrita por Alexander von Bunge y publicado en Tentamen Gen. Tamaric. 60. 1852.
Etimología
El nombre de este género conserva el que le daban los romanos y se cree derivado del río Tamaris de la Tarraconense —al parecer el actual río Tambre— en cuyas orillas crecían con profusión estos arbustos.
mascatensis, epíteto geográfico que alude a su localización en Mascate.